# Comandante Geral da Polícia Militar
O Comandante Geral da Polícia Militar ou Comandante da Polícia Militar, é a autoridade responsável em cada estado da Federação pelo comando global da instituição policial militar, devendo se reportar, apenas, ao Secretário de Segurança Pública e ao governador do estado, quando este diretamente o exigir.
No caso de São Paulo, uma das suas principais atribuições é a escolha dos Comandantes dos CPAs e CPIs que exercerão os cargos de confiança dos Comandos da Polícia Militar, os quais, após serem nomeados pelo governador, comporão o os Comandos de Policiamento de Áreas, Batalhões e às Companhias.
No estado de São Paulo, seu atual comandante é o Coronel Restivo.
Cabe ao Comandante Geral, estabelecer as diretrizes policiais, administrativas e operacionais aos Comandos de Policiamento de Áreas, Batalhões e às Companhias, para o melhor emprego da instituição na prevenção e combate ao crime.